# Contea di Yavapai
La contea di Yavapai, in inglese Yavapai County, è una contea dello Stato dell'Arizona, negli Stati Uniti. La popolazione al censimento del 2000 era di 167 517 abitanti. Il capoluogo di contea è Prescott.

## Geografia fisica
Lo United States Census Bureau certifica che l'estensione della contea è di 21051 km², di cui 21039 km² composti da terra e i rimanenti 12 km² composti di acqua.
Il territorio è diversificato: a sud si trova il deserto di Sonora, mentre a nord l'altopiano di Coconino e a est il Mogollon Rim.
La contea ospita diverse aree protette nazionali, tra cui la foresta nazionale del Kaibab e la foresta nazionale di Coconino.

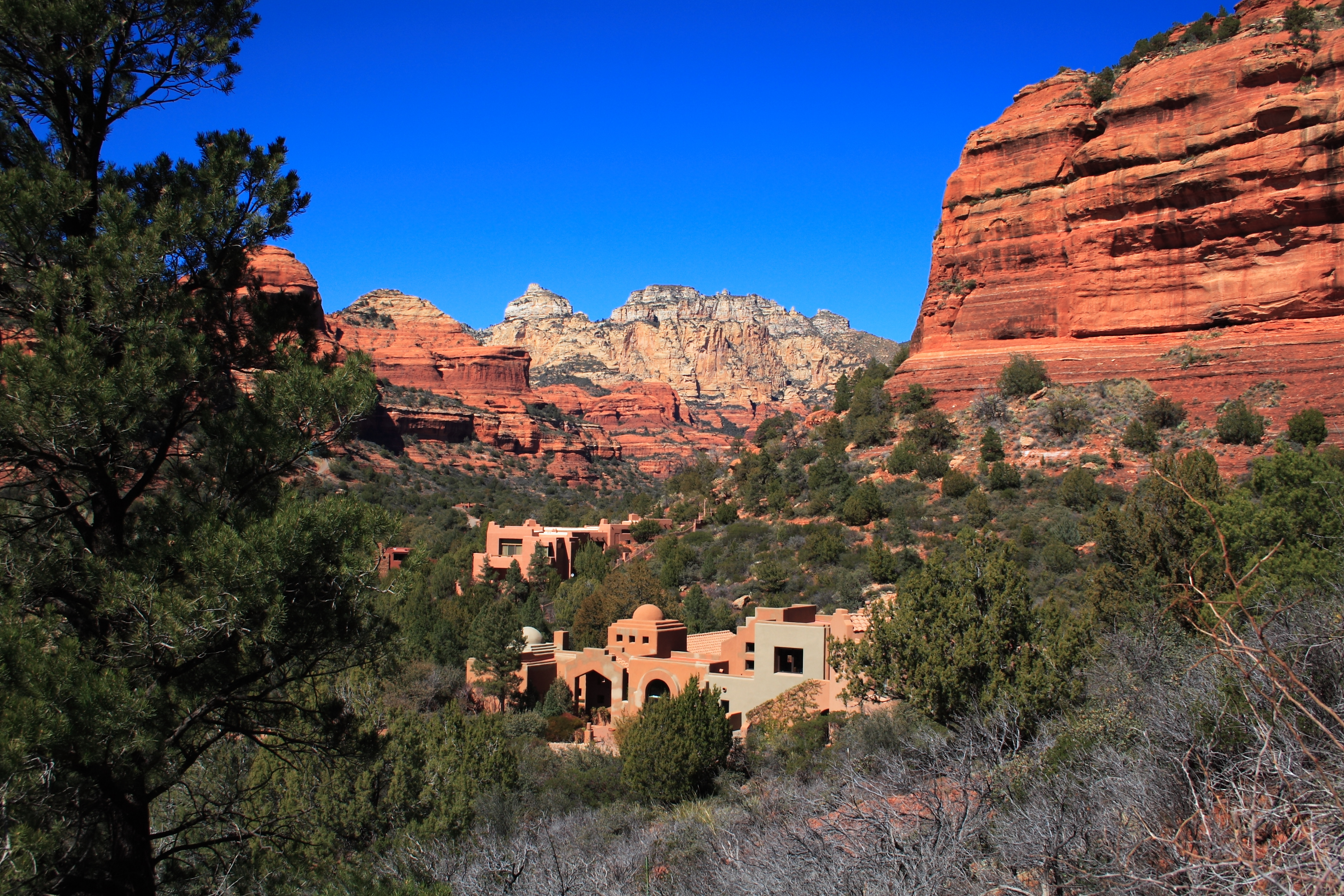
Resort vicino Sedona

## Contee confinanti
- Contea di Coconino - nord/nord-est
- Contea di Gila - est
- Contea di Maricopa - sud
- Contea di La Paz - sud-ovest
- Contea di Mohave - ovest

## Storia
La contea venne costituita l'8 novembre 1864 ed è una delle quattro contee originali dell'Arizona. Deve il suo nome al popolo Yavapai.

## Comuni

### Cities
- Cotton Wood
- Peoria
- Prescott (capoluogo)
- Sedona

### Towns
- Camp Verde

- Chino Valley
- Clarkdale
- Dewey-Humboldt
- Jerome
- Prescott Valley
- Wickenburg